# Adriaen Isenbrant

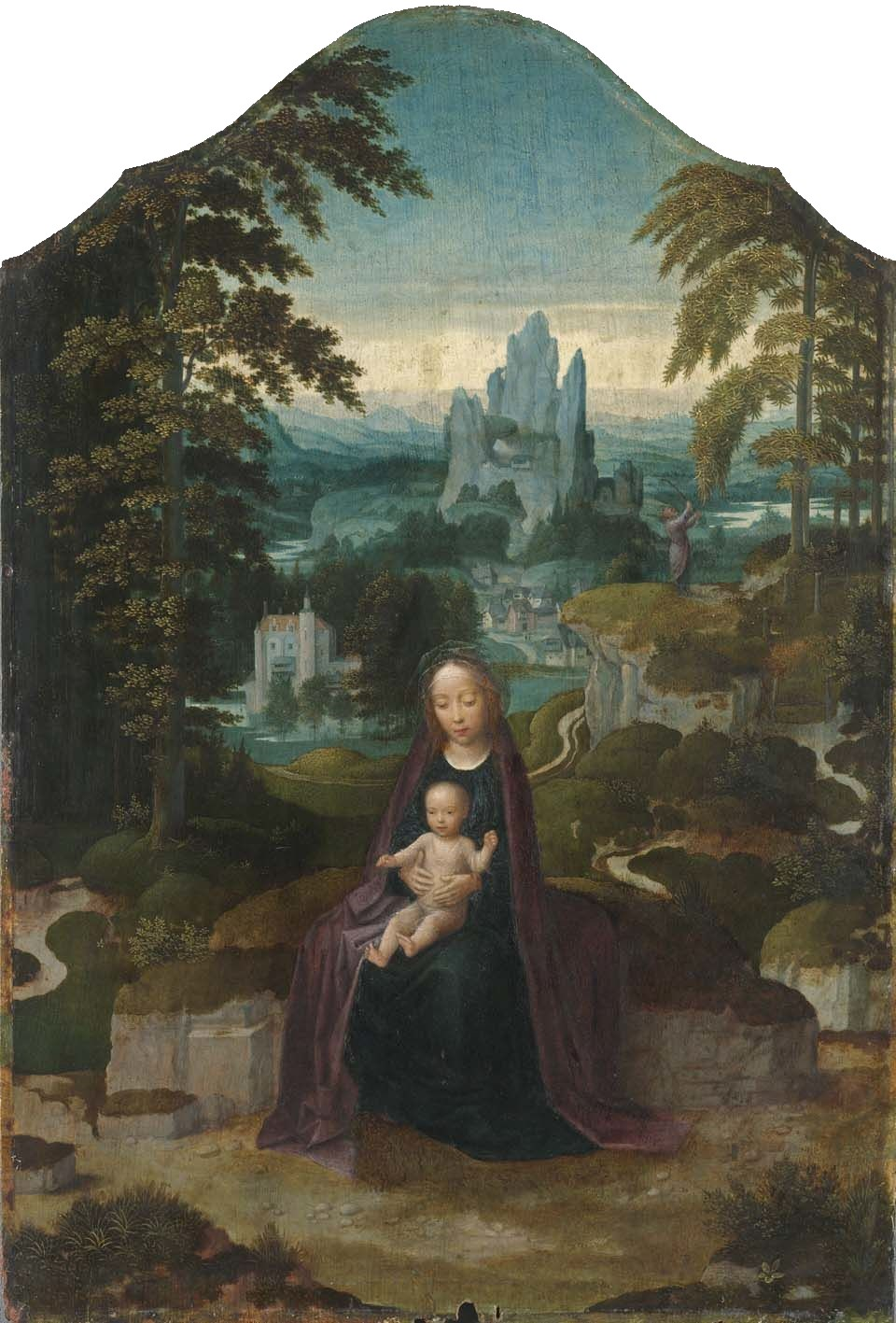
Una de les moltes versions del Descans en la fugida a Egipte atribuïda a Isenbrandt.

Adriaen Isenbrandt o Adrien, Isenbrant, Ysenbrant, Ysenbrandt o Hysebrant (entre 1480 i 1490 - Bruges, juliol de 1551), va ser un pintor flamenc del renaixement nòrdic, qui a partir de l'evidència documental va ser clarament un artista significatiu de la seva època, però a qui no es poden atribuir clarament obres específiques. Els historiadors de l'art han elaborat la hipòtesi que va tenir un gran taller que es va especialitzar en temes religiosos i quadres de devoció, pintant d'una manera conservadora en la tradició dels primitius flamencs. Alguns creuen que és l'anònim mestre dels Set Dolors de la Verge. Altres historiadors de l'art dubten que hi hagi cap obra que se li pugui atribuir a ell de forma certa, i la sèrie de pintures que se li atribueixen pels principals museus ha anat declinant durant moltes dècades.

## Biografia
Només hi ha uns quants documents sobre la seva vida, i algunes mencions a la literatura de la seva època o de poc després, però no pot considerar-se documentat com el creador de cap obra que hagi perdurat, més aviat es tracta d'hipòtesi. Probablement va néixer a Haarlem o Anvers al voltant de l'any 1490. No se sap on o amb quin pintor va realitzar el seu aprenentatge.
Apareix esmentat per primera vegada el 1510, quan va marxar a Bruges i va comprar la seva ciutadania. El novembre del mateix any ja s'havia convertit en mestre de la guilda de Sant Lluc de pintors i la guilda d'orfebres de Sant Eloi. Més tard va ser elegit nou vegades com a degà (en antic holandès, vinder) i dues vegades governador (en antic holandès: gouverneur = tresorer) de la guilda.
Aviat va tenir un important taller, probablement en la Korte Vlaminckstraat de Bruges. Era a prop del taller de Gerard David, a la Vlamijncbrugghe i l'anterior taller de Hans Memling. Bruges, en aquell temps, era una de les ciutats més riques d'Europa. Rics comerciants encarregaven díptics i retrats d'ús personal. Isenbrandt va pintar principalment per a clients particulars. Tanmateix, hi va haver quadres que va crear sense cap encàrrec en particular. Tenia suficient treball per sotscontractar part a altres pintors de Bruges, com demostra una demanda legal de 1534 d'Isenbrandt contra un tal Jan van Eyck (no el famós) per no lliurar els quadres que havia encarregat. També va ser nomenat agent a Bruges del pintor Adriaan Provoost (fill de Jan Provoost), qui s'havia traslladat a Anvers el 1530.
Es va casar dues vegades, la primera amb Maria Grandeel, filla del pintor Peter Grandeel, amb qui va tenir un fill. Després que ella morís el 1537, es va tornar a casar el 1547 amb Clementine de Haerne. Aquest segon matrimoni va produir dues filles i un fill. També va tenir una filla extramatrimonial amb la posadera Katelijne van Brandenburch (que alhora era l'amant del seu amic Ambrosius Benson).
Quan va morir el 1551, va ser enterrat al costat de la seva primera esposa al cementiri de l'església de Sant Jacob a Bruges; els seus fills van heretar almenys quatre cases amb terres al voltant.

## Vida professional
Junt amb Albert Cornelis (abans de 1513-1531) i Ambrosius Benson (abans de 1518-1550), un pintor de Llombardia, va treballar al taller del pintor més destacat de Bruges, Gerard David, mentre era ja un mestre en aquella època. Isenbrandt és esmentat al llibre De Brugensibus eruditionis fama claris libri duo del sacerdot Antonius Sanderus, publicat en Ámsterdam el 1624. Aquest escriptor es refereix a texts del florentí Guicciardini, el Schilderboeck de Karel Van Mander i les notes, avui perdudes, del jurista de Gant Dionysius Hardwijn (o Harduinus, 1530-1604). Aquest últim, que n'havia passat diversos anys a Bruges al voltant de 1550, esmenta Isenbrandt com un deixeble del vell gerard David, que va sobresortir «en nus i en retrats». Va poder haver viatjat a Gènova el 1511 junt amb Joachim Patinir i Gerard David. La influència de Gerard David es mostra clarament en la composició i el paisatge del fons de les obres que s'atribueixen a Isenbrandt.
Al catàleg crític de l'exposició de Mestres primitius Flamencs, celebrada a Bruges l'any 1902, el gran aficionat de Gant d'art flamenc primitiu i historiador de l'art Georges Hulin de Loo, va arribar a la conclusió que Isenbrandt era en realitat l'anònim Mestre dels Set Dolors de la Verge i l'autor d'un ampli conjunt de pintures anteriorment atribuïdes a Gerard David i Jan Mostaert per l'historiador de l'art alemany Gustav Friedrich Waagen. Per això de vegades se l'anomenava Pseudo-Mostaert. Fins i tot si aquesta atribució a Isenbrandt no pot provar-se més enllà de tot dubte, actualment s'accepta de manera general per alguns historiadors de l'art, encara que molts d'altres consideren Isenbrandt com una etiqueta convenient per a un cos d'obres d'artistes diferents.
Cap pintura que s'hagi conservat fins a l'actualitat no pot documentar-se fermament com d'Isenbrandt. Un document afirma que va enviar algunes pintures d'Anvers a Espanya mostrant que va treballar per a l'exportació el mateix que per al mercat local, i suggereix que tenia una reputació internacional. Dues pintures usualment associades amb ell estan datades, ambdues el 1518:
- Retrat de Paulus de Nigro (Museu Groeninge, Bruges) (1518)
- El tríptic Bröhmse amb l'Adoració dels Mags. Aquesta era la seva obra més monumental, però va ser destruïda el 1942 quan es va bombardejar l'església de Santa Maria de Lübeck. Per a Walter Friedlander, aquesta era l'obra clau que podia usar-se per establir el seu estil.

Una de les seves primeres pintures, (h 1518 -1521) va ser Nostra Senyora dels Set Dolors, adorada per la família Van de Velde, un díptic que pot veure's a l'Església de Nostra Senyora a Bruges i el seu plafó esquerre en el Museus Reials de Belles Arts de Bèlgica a Brussel·les.
Era una pràctica habitual entre els principals artistes, com Isenbrandt, pintar només les parts principals dels quadres, com els rostres i les parts de carn de les figures. Les seves cares i àrees de carnación es distingeixen per un pigment marró. El fons llavors l'omplien els ajudants. La qualitat final de l'obra depenia en gran manera de la qualitat de l'execució i la competència dels ajudants, portant a una qualitat inigualada de les seves obres. Aquests ajudants també pintaven, perquè aquesta era la pràctica habitual en aquelles època, moltes versions de la Verge amb Nen, que llavors s'atribuïen a Isenbrandt, donant-li la reputació de tenir un gran corpus artístic. L'exposició a Bruges de pintura flamenca primitiva el 1902 va mostrar per tant una gran col·lecció de les seves obres. A diferència de molts col·legues contemporanis, només està documentat un ajudant, Cornelis van Callenberghe, qui es va unir al seu taller el 1520.
El 1520 va treballar amb Albert Cornelis i Lancelot Blondeel en les decoracions per a l'Entrada Triomfal de l'emperador Carlos V a Bruges.
Els seus quadres estan executats meticulosament i amb gran refinament. Les seves figures estan pintades en tons més càlids i colors més vius que les obres de Gerard David. Especialment el vermell flamejant o el blau fosc que contrastaven amb un fons idíl·lic de paisatge exuberant i accidentat amb castells situats en els alts d'una roca vertical (típic d'Isenbrandt), rius sinuosos i arbres d'espès fullatge (mostrant la influència de Gerard David). No només va copiar les composicions de Gerard David, sinó també de pintors més antics com Jan van Eyck, Hugo van der Goes i Hans Memling. Va manllevar composicions de Jan Gossaert (la qual cosa va portar a la confusió amb aquest pintor) i dibuixos d'Albrecht Dürer i Martin Schongauer. Aquests préstecs de composicions més antigues era quelcom habitual en l'època. No obstant això, les pintures d'Adriaen Isenbrandt conserven la seva individualitat.
També va pintar alguns retrats, com el de Paulus de Nigro (Museu Groeninge, Bruges), Home pesant or (1515-1520) Metropolitan Museum of Art de Nova York i Jove amb rosari (Museu Norton Simon, Pasadena, Califòrnia). Aquests retrats, fins i tot essent estereotipats i mancats de vida, estan executats amb un toc suau i un efecte d'esfumat en els contorns.
La influència del Renaixement italià es veu als afegits de d'elements de detall que estaven de moda com volutes, antics pilars i caps de xais, com a la pintura La missa de Sant Gregori el Gran (Museu J. Paul Getty, Los Angeles) i María amb Nen (1520-1530, Rijksmuseum, Amsterdam). Encara que aquests elements poden ser considerats com un precursor del pintor renaixentista Lanceloot Blondeel.
Sovint se l'associa amb Ambrosius Benson (h 1495-1550), un pintor de Llombardia que va emigrar a Bruges. Podria haver ensenyat a Isenbrandt la tècnica de l'esfumat. Els seus excessos llibertins amb Isenbrandt han estat documentats.
Junt amb Benson, Isenbrandt pertany a una generació que se superposa i succeeix a la generació de Gerard David i Jan Provoost.

## Algunes de les seves principals obres
Moltes obres estan a les col·leccions dels principals museus del món: 
- Verge amb Nen (Museu Nacional Machado de Castro, Coimbra, 1505-1510)
- Verge amb el Nen entronitzats (col·lecció privada) (Anys 1510)
- Tríptic de la Presentació de Jesús al Temple (Catedral de Sint-Salvator, Bruges)
- Tríptic amb San Jeroni, Santa Catalina i la Magdalena (Kunsthalle Hamburg) (1510-1520)
- Verge amb Nen amb un membre de la família Hillensberger (Museu d'Art Lowe, Universitat de Miami, Coral Gables, Florida)
- Nostra Senyora dels Set Dolors ((església de Nostra Senyora de Bruges) (h 1518)
- Retrat de Paulus de Nigro (Museu Groeninge, Bruges) (1518)
- Verge amb Nen Museu de Belles Arts de Budapest (Anys 1520)
- Descans en la Fugida a Egipte (Alte Pinakothek, Múnic)
- Descans en la Fugida a Egipte (Museu de Belles Arts de Gant) (1520-1530)
- Descans en la Fugida a Egipte (Museu d'història de l'art, Viena) (1520-1530)
- Descans en la Fugida a Egipte (National Gallery of Ireland, Dublín) (1520-1530)
- Descans en la Fugida a Egipte (Museu de Belles Arts d'Anvers) (1520-1530/40)
- Crucifixió (museu d'Art del Comtat de Los Angeles) (h 1525)
- Crucifixió (església de Noddebo, Fredensborg, Seeland (Copenhaguen) (1515-1521) (seguidor d'Isenbrandt)
- La Verge alimentant el Nen Jesús (Museu de Belles Arts de Utah, Salt Lake City) (h 1530-1535)
- La Verge i el Nen amb querubins músics (Museu d'art de San Diego, Califòrnia) (1540)
- Getsemaní (Museum für Kunst und Kulturgeschichte, Dortmund) (1530-1540)
- L'arcàngel Sant miquel, sant Andreu i sant Francesc d'Assís (Museu de Belles Arts de Budapest)
- Missa de Sant Gregori (Museu del Prado, Madrid)
- La Magdalena (Museu del Prado, Madrid)
- Tríptic (Museu Groeninge, Bruges)
- El devellamentr (Museu Ashmolean a la Universitat d'Oxford)
- La Verge amb el Nen (Museu Fondation Bemberg, Tolosa, França)
- Sants i donants (díptic) (Museu Nacional De Belles Arts, Buenos Aires, Argentina)
- Sant Pere i donant (staatliche Museen Zu Berlín)
- Imatge d'una dona (Galleria Doria Pamphili, Roma)
- Maria i el Nen (Staatliche Museen zu Berlin)
- Adoració dels Mags (Alte Pinakothek, Múnic)
- Beata Virgo inter Virgines (Alte Pinakothek, Múnic) (còpia segons Gerard David)
- Tríptic amb la Assumpció de Maria (col·lecció particular) (1520-1530 ?)
- Donant amb els sants Pere i Pau (col·lecció particular, Londres)
- Naixement de Crist (Öffentliche Kunstsammlung, Kunstmuseum, Basilea) (1520-1530)
- Naixement de Crist (Museum Mayer van den Bergh, Anvers) (1530-1550)
- La nostra Senyora entronitzada en un nínxol (Rijksmuseum, Ámsterdam)
- San Jerónimo (col·lecció particular, Londres) (1560-1570) (per un seguidor d'Adriaen Isenbrandt o Ambrosius Benson)

No atribuïts a Isenbrandt segons els propietaris de la pintura:
- La Magdalena en un paisatge National Gallery de Londres (1515-1520)
- Descans en la Fugida a Egipte (Staatliche Museen zu Berlin) (1520)
- L'enterrament (National Gallery, Londres) (h 1550)